# Stadtgarten Stuttgart

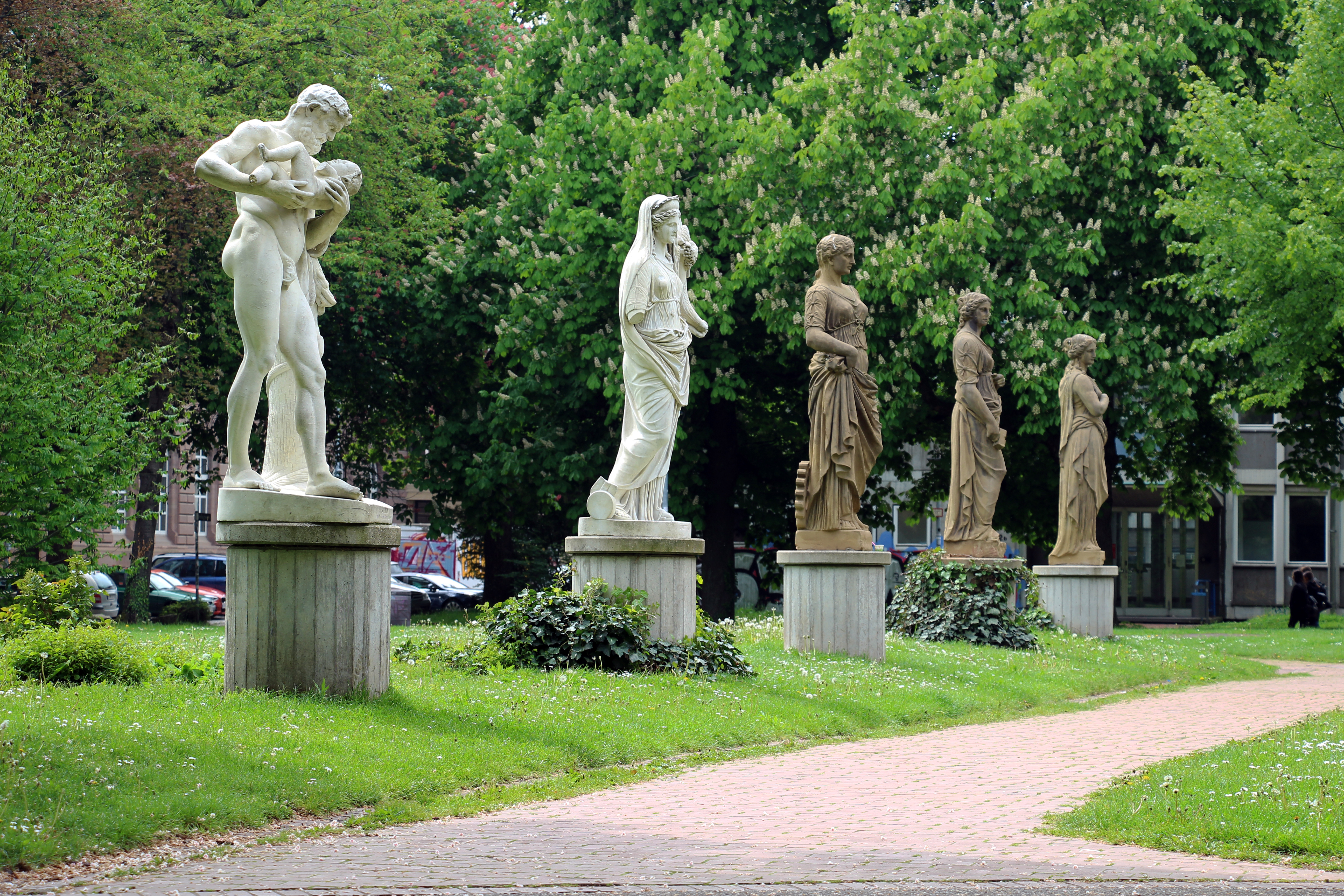
Skulpturen im Stadtgarten

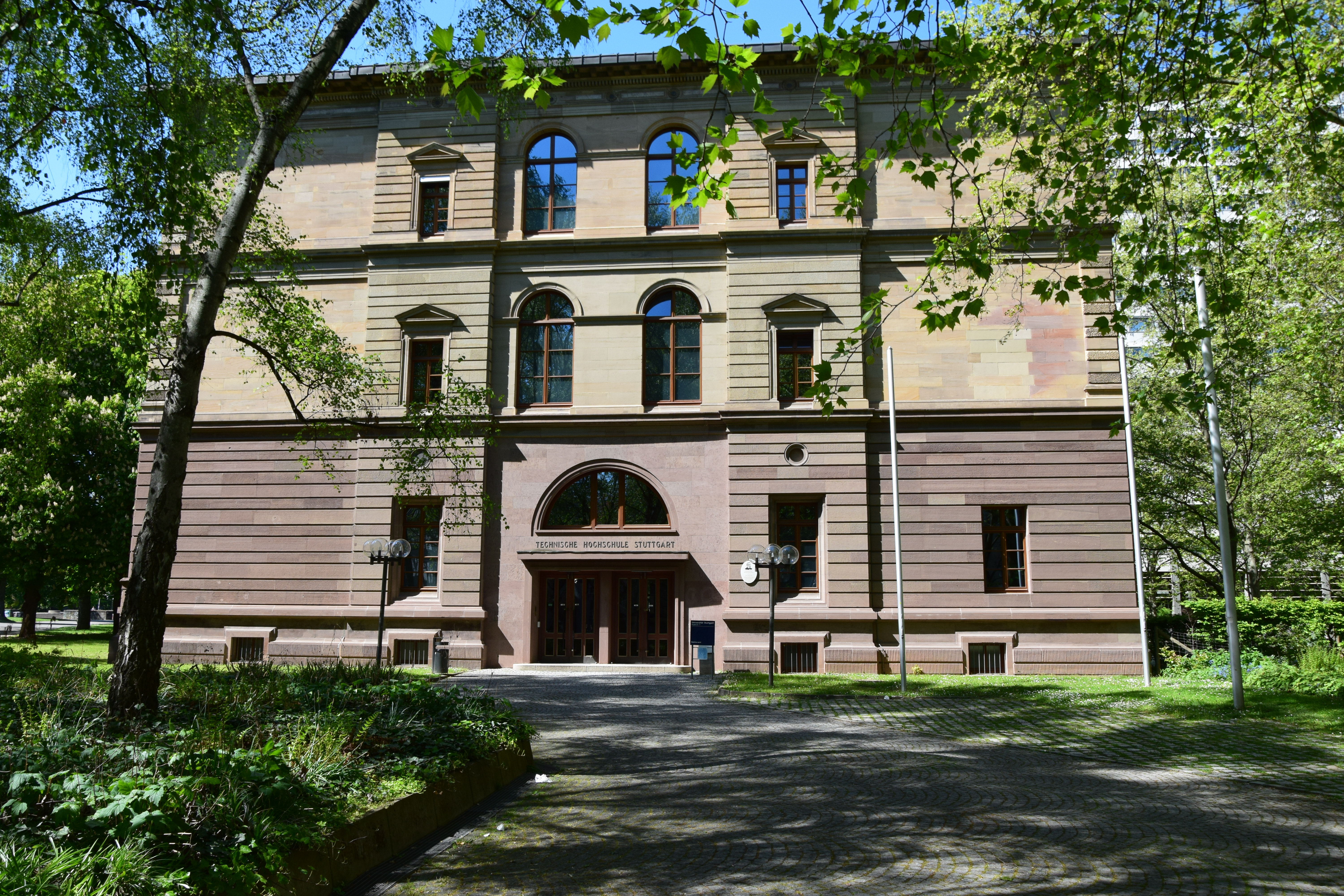
Universität Stuttgart, Keplerstraße 7

Der Stadtgarten Stuttgart ist ein ca. 3 Hektar großer Park in Stuttgart, der direkt an den Campus Stadtmitte der Universität Stuttgart angrenzt.

## Geschichte
Eine bereits in den 1760er Jahren bestehende Lindenallee zwischen dem Bereich der heutigen Liederhalle und der Universitätsbibliothek wurde durch eine Schenkung des Herzogs Carl Eugen im Jahr 1787 um eine vierfache Allee aus Linden, Kastanien und Pappeln bis zum heutigen Max-Kade-Weg erweitert.
Auf dem Gelände fand 1870 die erste Württembergische Gartenbauausstellung statt. Hierfür waren Blumenbeete und Wasserspiele sowie ein Musikpavillon errichtet worden. Ein Gewächshaus wurde nach der Ausstellung wieder abgebaut. Der Park wurde durch Gartenbaudirektor Adolf Wagner bis zum Frühjahr 1871 angelegt. Die offizielle Eröffnungsfeier fand am 14. Mai 1871 statt. Mit einer Erweiterung des Parks im Jahre 1881 erfolgte auch der Bau eines Palmenhauses mit Restaurant, wo regelmäßig Konzerte und Tanzveranstaltungen stattfanden. Nach dem Ersten Weltkrieg wurde außerdem eine überdachte Freilichtbühne errichtet, die Platz für 1500 Zuschauer bot.

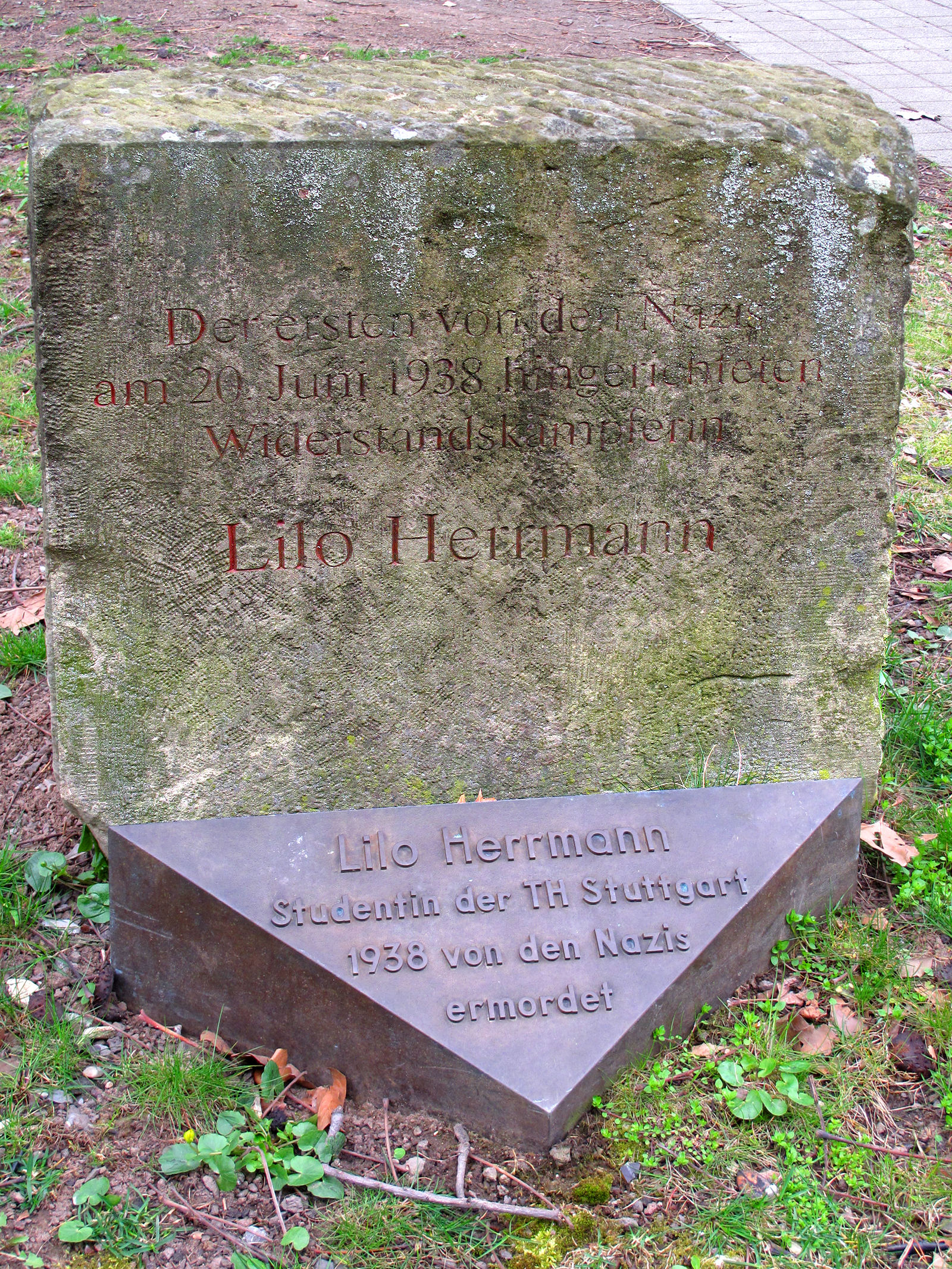
Gedenkstein für Lilo Herrmann im Stadtgarten Stuttgart

Die im Zweiten Weltkrieg durch Bombenangriffe zerstörten und beschädigten Gebäude im Park sowie die anliegenden Gebäude wurden in den 1950er Jahren fast vollständig abgerissen und später neu gebaut. Der Stadtgarten wurde durch eine Unterführung mit dem Hoppenlaufriedhof verbunden, sodass er mit diesem eine fast zusammenhängende Grünfläche bildet. An der Kriegsbergstraße baute man zwischen 1972 und 1974 eine Tiefgarage und Pavillons für ein Stadtgartenrestaurant.
Auch die Gartenanlagen erfuhren ab 1961 eine Umgestaltung im Stil der 1960er Jahre. Die durch den Park führenden zwei Wege wurden nach Joseph von Egle und Max Kade benannt.  Außerdem wurde die Parkanlage um eine Fläche von ca. 6.000 m² erweitert, da Teile angrenzender Straßen zum Parkgelände hinzukamen. Neben einem Springbrunnen finden sich einige Kunstwerke im Stadtgarten sowie ein Gedenkstein für die 1938 von den Nationalsozialisten hingerichtete Widerstandskämpferin Lilo Herrmann.

## Gebäude in Parknähe
- Rektorat (Hauptgebäude), Universität Stuttgart (1860–1864)
- Bau 1 (Hauptgebäude), Hochschule für Technik Stuttgart (1867–1873)
- Max-Kade-Wohnheim, Studierendenwerk Stuttgart (1953)
- Mensa, Studierendenwerk Stuttgart (1954–1956)
- Kollegiengebäude I, Universität Stuttgart, Fakultät Architektur und Stadtplanung (1958–1960)
- Universitätsbibliothek Stuttgart (1958–1961)
- Hörsaalprovisorium, Universität Stuttgart  (1962)
- Kollegiengebäude II, Universität Stuttgart, Philosophisch-Historische Fakultät und Fakultät Wirtschafts- und Sozialwissenschaften (1960–1964)
- Tiefgarage mit Tankstelle und Restaurant  (1972–1974)
- Katharinenhospital

## Kunstwerke im Stadtgarten

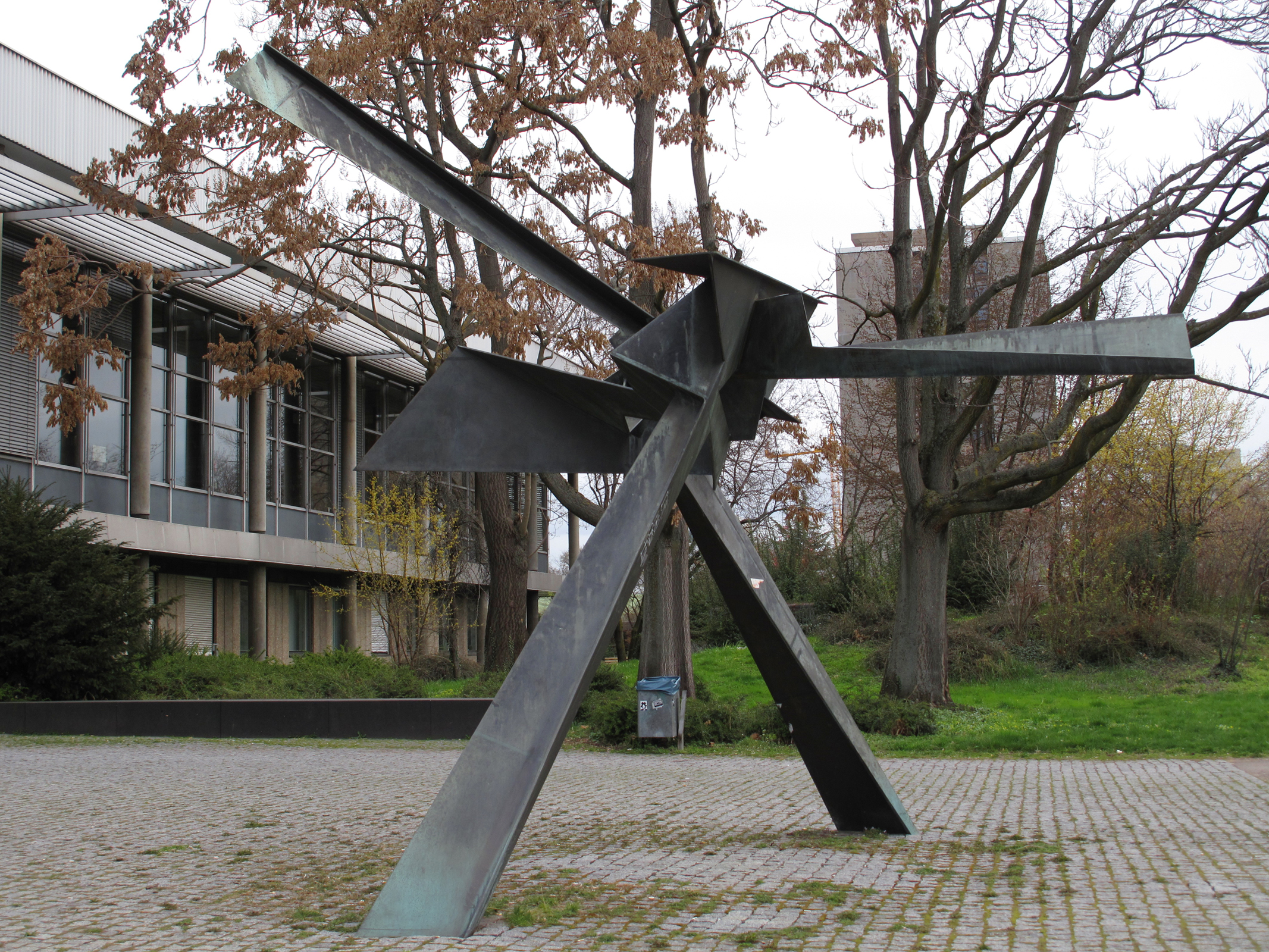
Aggression I (1961) vor der Universitätsbibliothek

- 2 Marmorfiguren (1870), Silen mit Bacchus und Fortuna
- 3 Sandsteinfiguren (1879), Bildhauerei, Maschinenbau und Astronomie von Karl Kurtz
- Aggression I (1961) von Hans Uhlmann
- Skulptur aus Edelstahlblechen (1974) von Heinz L. Pistol
- Springbrunnenanlage (1974) von Heinz L. Pistol
- Kubus (1977) von Hans Dieter Bohnet
- Zwölf Kanten (1977) von Christoph Freimann
- Der Schritt ins Freie (1985) von Christa Roesner-Drenhaus
- Gedenkstein für Liselotte Herrmann (1988) von Herbert Göser
- Elevazione von Friedrich Rainhard Brüderlin
- Stahlskulptur (2004) von Klaus Wagner
- Haus am Rad (2015) von Werner Pokorny